# Mesamphisopus abbreviatus
Mesamphisopus abbreviatus là một loài chân đều trong họ Mesamphisopidae. Loài này được Barnard miêu tả khoa học năm 1927.